# Liste des batailles navales de la guerre Imjin
La guerre Imjin, dénomination qui désigne les deux invasions de la Corée par le Japon en 1592/1593 et 1597/1598, se déroule aussi bien sur terre que sur mer. Cette page donne la liste des batailles navales de la guerre Imjin.  
| Date                             | Bataille                                                | Emplacement                                   | Commandant coréen                          | Commandant japonais                                                | issue                                                               |
| -------------------------------- | ------------------------------------------------------- | --------------------------------------------- | ------------------------------------------ | ------------------------------------------------------------------ | ------------------------------------------------------------------- |
| 16 juin 1592 (7 mai)             | Bataille d'Okpo                                         | Geoje okpo                                    | Yi Sun-sin Won Gyun                        | Tōdō Takatora                                                      | Décisive victoire coréenne.                                         |
| 16 juin 1592 (7 mai)             | Bataille de Happo                                       | Masan Sanho-dong                              | Yi Sun-sin Won Gyun                        |                                                                    | Décisive victoire coréenne.                                         |
| 17 juin 1592 (8 mai)             | Bataille de Jeokjinpo                                   | Goseong Georyu-myeon, Tongyeong Gwangdo-myeon | Yi Sun-sin Won Gyun                        |                                                                    | Décisive victoire coréenne.                                         |
| 8 juillet 1592 (29 mai)          | Bataille de Sacheon                                     | Sacheon Yonghyeon-myeon                       | Yi Sun-sin Won Gyun                        | Kurushima Michiyuki                                                | Décisive victoire coréenne. Première apparition des bateaux tortue. |
| 10 juillet 1592 (2 juin)         | Bataille de Dangpo                                      | Tongyeong Sanyang-eup                         | Yi Sun-sin                                 | Kamei Korenoi                                                      | Décisive victoire coréenne.                                         |
| 13 juillet 1592 (5 juin)         | Première bataille de Danghangpo                         | Goseong hoehwa-myeon Danghangpo-ri            | Yi Sun-sin Yi Eok-gi                       |                                                                    | Décisive victoire coréenne.                                         |
| 14 juillet 1592 (6 juin)         | Bataille de Yulpo                                       | Geoje Jangmok-myeon                           | Yi Sun-sin                                 |                                                                    | Décisive victoire coréenne.                                         |
| 14 août 1592 (8 juillet)         | Bataille de l'île Hansan                                | Tongyeong Hansan-myeon                        | Yi Sun-sin Yi Eok-gi Won Gyun              | Wakizaka Yasuharu                                                  | Décisive victoire coréenne.                                         |
| 16 août 1592 (10 juillet)        | Bataille d'Angolpo                                      | Jinhae Angol-dong                             | Yi Sun-sin Yi Eok-gi Won Gyun              | Kuki Yoshiaki                                                      | Décisive victoire coréenne.                                         |
| 3 octobre 1592 (29 août)         | Bataille de Jangnimpo                                   | Busan Saha-gu Jangrim-dong                    | Yi Sun-sin Yi Eok-gi Won Gyun              |                                                                    | Décisive victoire coréenne.                                         |
| 5 octobre 1592 (1er septembre)   | Bataille de Hwajungumi                                  | Busan, Saha-gu Molundae                       | Yi Sun-sin                                 |                                                                    | Décisive victoire coréenne.                                         |
| 5 octobre 1592 (1er septembre)   | Bataille de Dadaepo                                     | Busan, Saha-gu Dadae-dong                     | Yi Sun-sin                                 |                                                                    | Décisive victoire coréenne.                                         |
| 5 octobre 1592 (1er septembre)   | Bataille de Seopeongpo                                  | Busan, Saha-gu Gupyeong-dong Gamcheon         | Yi Sun-sin                                 |                                                                    | Décisive victoire coréenne.                                         |
| 5 octobre 1592 (1er septembre)   | Bataille de l'île Jeolyeong                             | Busan, Yeongdo-gu                             | Yi Sun-sin                                 |                                                                    | Décisive victoire coréenne.                                         |
| 5 octobre 1592 (1er septembre)   | Bataille de Choryangmok                                 | Busan Dong-gu Choryang-dong                   | Yi Sun-sin                                 |                                                                    | Décisive victoire coréenne.                                         |
| 5 octobre 1592 (1er septembre)   | Bataille de Busan                                       | Busan Dong-gu Jwacheon-dong                   | Yi Sun-sin Yi Eok-gi Won Gyun Jeong Un     |                                                                    | Victoire revendiquée par les deux camps                             |
| 6 mars 1593 (10 février)         | Bataille d'Ungpo                                        | Jinhae Ungcheon-dong                          | Yi Sun-sin Yi Eok-gi Won Gyun              |                                                                    | Décisive victoire coréenne.                                         |
| 23 avril 1594 (4 mars)           | Bataille de Danghangpo (seconde bataille de Danghangpo) | Goseong hoehwa-myeon Danghangpo-ri            | Yi Sun-sin Yi Eok-gi Won Gyun Eo Yeong-dam |                                                                    | Décisive victoire coréenne.                                         |
| 15 novembre 1594 (4 octobre)     | Bataille de Jangmunpo                                   | Geoje Jangmok-myeon Jangmok-ri                | Yi Sun-sin                                 |                                                                    | Décisive victoire coréenne.                                         |
| 28 août 1597 (16 juillet)        | Bataille de Chilchonryang                               | Geoje Chilcheollyang                          | Won Gyun Yi Eok-gi Choe Ho Bae Seol        | Tōdō Takatora Wakizaka Yasuharu Konishi Yukinaga                   | Décisive victoire japonaise.                                        |
| 7 octobre 1597 (27 août)         | Bataille d'Eoranpo                                      | Haenam Songji-myeon Eoranpo                   | Yi Sun-sin                                 |                                                                    | Décisive victoire coréenne.                                         |
| 16 octobre 1597년 (7 septembre)  | Bataille de Byeokpajin                                  | Jindo Gogun-myeon Byeokpajin                  | Yi Sun-sin                                 |                                                                    | Décisive victoire coréenne.                                         |
| 25 octobre 1597년 (16 septembre) | Bataille de Myong-Yang                                  | Haenam Munnae-myeon, Jindo nokjin-ri          | Yi Sun-sin Kim Eok-chu                     | Tōdō Takatora Kurushima Michifusa Katō Yoshiaki Wakizaka Yasuharu  | Décisive victoire coréenne.                                         |
| 20 août 1598 (19 juillet)        | Bataille de l'île Jeolyi                                | Goheung Geumsan-myeon Geogeum Island          | Yi Sun-sin                                 |                                                                    | Décisive victoire coréenne.                                         |
| 19 octobre 1598 - 6 novembre     | Bataille de l'île Jang                                  | Suncheon Jangdo                               | Yi Sun-sin Chen Lin                        | Konishi Yukinaga                                                   | Décisive victoire coréenne et chinoise                              |
| 16 décembre 1598 (19 novembre)   | Bataille de Noryang                                     | Namhae Seolcheon-myeon Noryang-ri             | Yi Sun-sin Chen Lin                        | Konishi Yukinaga Shimazu Yoshihiro Wakizaka Yasuharu Sō Yoshitoshi | Décisive victoire coréenne et chinoise. Mort de l'amiral Yi.        |

## Source de la traduction
- (en) Cet article est partiellement ou en totalité issu de l’article de Wikipédia en anglais intitulé « List of naval battles during the Japanese invasions of Korea (1592–98) » (voir la liste des auteurs).